# DVD-RW

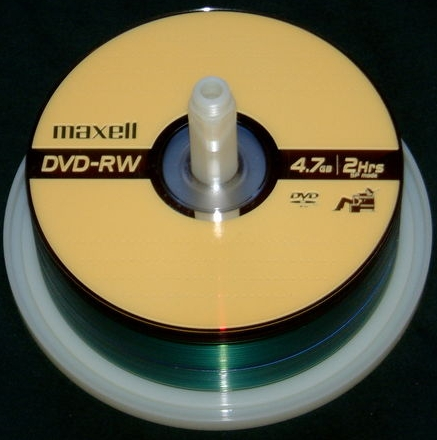
Dischi DVD-RW

Il DVD-RW è un tipo di disco ottico riscrivibile con capacità di 4,70 GB e differisce dai DVD-R per quanto riguarda il procedimento di registrazione: utilizza il metodo a cambiamento di fase (phase-changing method). Il materiale in cui è costituito lo strato scrivibile è una lega di argento, indio, antimonio e tellurio (AgInSbTe). Il DVD-RW mostra una riflessione della luce inferiore del 25% rispetto ai DVD-R. 

## Registrazione
La registrazione viene effettuata ad una data temperatura e la cancellazione ad una superiore, per permettere allo strato scrivibile di ritornare uniforme e pronto ad una nuova scrittura. Ogni DVD-RW è riscrivibile all'incirca 1000 volte, come un CD-RW, e il suo utilizzo è prevalentemente per uso domestico (come ad esempio la videoregistrazione).